# Oreochromis tanganicae
Oreochromis tanganicae (Syn.: Chromis tanganicae, Petrochromis andersonii, P. tanganicae) ist eine afrikanische Fischart aus der Familie der Buntbarsche (Cichlidae), die endemisch im ostafrikanischen Tanganjikasee, sowie im Lukuga, dem Abfluss des Tanganjikasees zum Kongo vorkommt. Dabei bevorzugt sie die Mündungsbereiche der in den Tanganjikasee strömenden Flüsse und andere sedimentreiche Küstenregionen.

## Merkmale
Oreochromis tanganicae kann eine Maximallänge von 44 cm und ein Gewicht von 1,5 kg erreichen. Verglichen mit anderen Oreochromis-Arten ist die Art mehr gestreckt. Der Körper ist seitlich abgeflacht. Farblich ist Oreochromis tanganicae sehr variabel und die Grundfärbung kann gelblich, bräunlich, hellblau, türkisfarben oder pinkfarben sein. Auf jeder Schuppen sitzt ein dunkler karminroter Punkt. Junge Fische zeigen bräunlich-schwarze senkrechte Streifen von konstanter Breite auf den Körperseiten. Diese verblassen mit zunehmendem Alter und können schließlich nicht mehr sichtbar sein. Rücken, After- und Schwanzflosse sind gelblich, orange und metallisch blau und grün gefärbt und haben karminrote Säume.
Die Schuppen auf Brust und Bauch sind sehr klein, überlappen sich aber. Der Präorbital-Knochen, ein Knochen vor den Augen, ist groß und hat eine Länge von 24 bis 29 % der Kopflänge. Die Schnauze, bei Fischen die Region vom vorderen Augenrand bis zur Spitze des Mauls, ist relativ kurz und hat eine Länge vom 1,1 bis 2,4fachen des Augendurchmessers. Die Kiefer sind mit zahlreichen sehr kleinen, schmalen Zähnen besetzt, die in mehreren Reihen angeordnet sind und in beiden Kiefer filzähnliche Zahnflächen bilden. Auf dem unteren Ast des ersten Kiemenbogens befinden sich 23 bis 27 Kiemenreusenstrahlen.
Männchen sind größer und auffälliger gefärbt als die Weibchen. Rücken- und Afterflossen sind bei erwachsenen Männchen länger ausgezogen als die der Weibchen. 
- Flossenformel: Dorsale XV–XVII/11–15, Anale III/?.
- Wirbel: 30–31.

## Lebensweise
Oreochromis tanganicae lebt teilweise in kleineren Schulen an den Küsten des Tanganjikasees und in den Mündungen der einmündenden Flüsse. Er ernährt sich überwiegend von Phytoplankton und Algen und wurde dabei beobachtet, den Oberflächenfilm geschützter Gewässerabschnitte aufzunehmen. Bei Magenuntersuchungen fanden sich große Mengen der Kieselalgen Pinnularia und Navicula sowie viel Sand.
Wie alle Oreochromis-Arten ist auch Oreochromis tanganicae ein Maulbrüter, bei dem das Brutgeschäft nur vom Weibchen ausgeübt wird. Das Ablaichen findet in großen, selbstgegrabenen Sandmulden im flachen Wasser statt.